# Sint-Engelbertus-en-Bernarduskerk

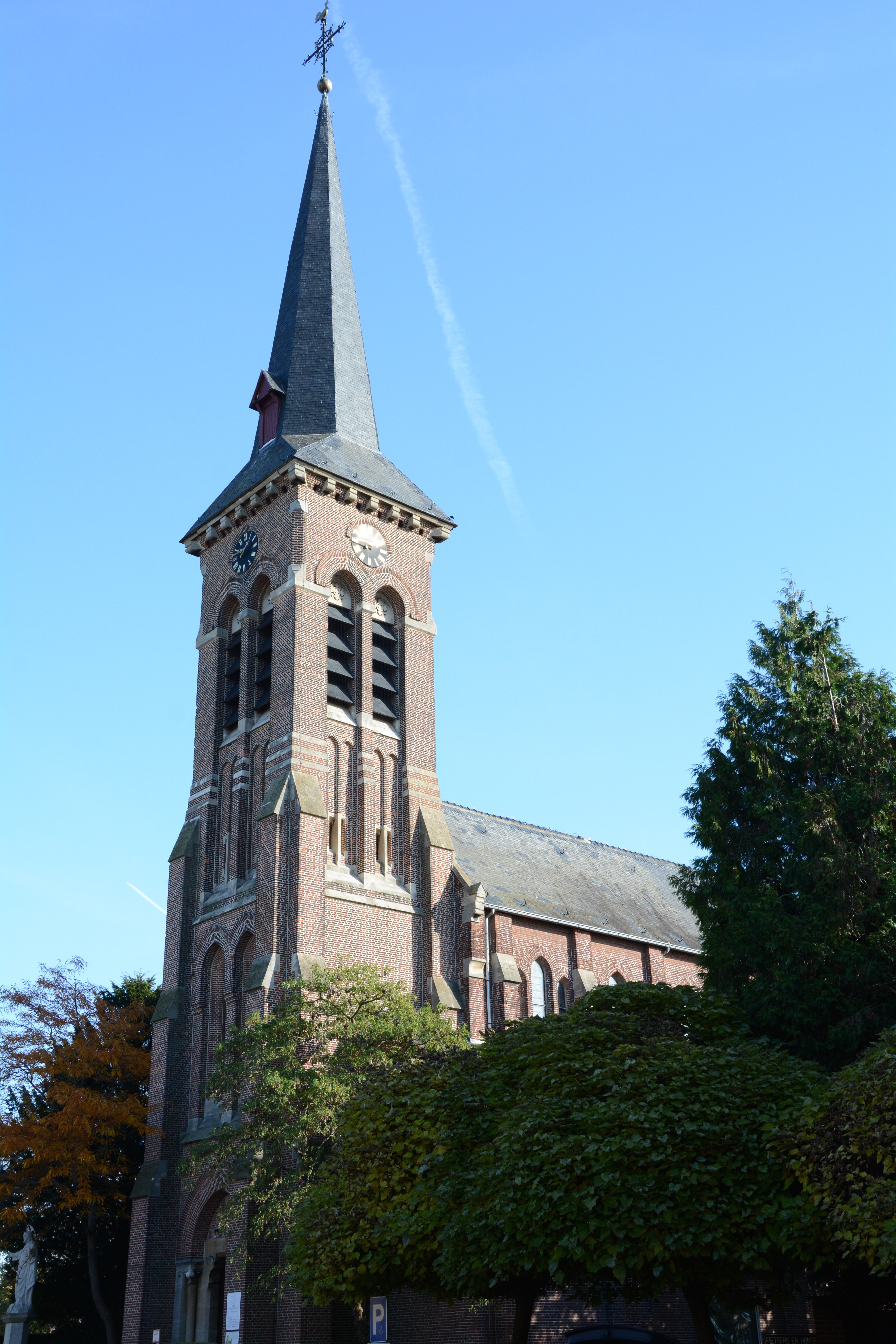
Sint-Engelbertus-en-Bernarduskerk

De Sint-Engelbertus-en-Bernarduskerk is de parochiekerk van de tot de Vlaams-Brabantse gemeente Zemst behorende plaats Zemst-Laar, gelegen aan de Humbeeksebaan 194.
De kerk werd gebouwd in 1867 naar ontwerp van Louis Baeckelmans en François Baeckelmans.
Het is een naar het zuidoosten georiënteerde neogotische bakstenen basilicale kruiskerk met voorgebouwde toren.
Achter de kerk ligt een kerkhof waar men onder meer een Heilig Hartbeeld, een calvarie en een grafkapel van de familie de Meester aantreft.